# Johannes Forchhammer
Johannes Nicolai Georg Forchhammer, född den 20 mars 1827 i Köpenhamn, död den 19 juli 1909 på Herlufsholm, var en dansk skolman, son till Johan Georg Forchhammer, far till Georg Forchhammer.
Forchhammer blev 1849 filologie kandidat och tog 1852 magistergraden, var överlärare i Aalborg 
och 1872-92 rektor i Herlufsholm. Utom smärre filologiska avhandlingar och skolböcker skrev Forchhammer en rad avhandlingar om nordisk historia vid 1800-talets början, särskilt rörande prins Karl August (i "Dansk Maanedsskrift" 1867-68), samt översatte fem lustspel av Plautus (1884-86).

## Utmärkelser
- Riddare av Dannebrogorden,  1881[2]
- Dannebrogsmännens hederstecken,  1892[2]

[Redigera Wikidata]